# Гонзага ди Весковато
Гонзага ди Весковато или Маркизка линия (на италиански: Gonzaga di Vescovato, linea "dei Marchesi") е кадетски клон на рода Гонзага. Клонът е основан през 1519 г. от Джовани Гонзага, господар на Весковато. Това е единственият клон на Гонзага, който все още съществува и днес.

## История
Гонзага ди Весковато получават от Краля на Италия признанието на титлата „княз“ и обръщението „Най-светлейше височество“ (Altezza Serenissima). Преди това феодът Весковато е управлявано от кадетския клон Гонзага ди Новелара и Баньоло.
Джовани Гонзага е третият син на маркграфа на Мантуа Федерико I Гонзага (* 1441, † 1484) и на съпругата му Маргарита Баварска (* 1442, † 1479). Той е генерален капитан на император Максимилиан I. Купува част от имперския феод Весковато през 1519 г. и го прави свое владение, в което е потвърден от император Карл V през 1521 г.
През 1559 г. Сиджизмондо II Гонзага, владетел на Весковато, получава титлата на първи маркиз. През 1593 г. тримата му синове Карло I, Гуидо Сфорца и Джордано са избрани за имперски князе от Рудолф II.
Феодът се управлява от две линии на едно и също семейство:
- Клон, основан през 1567 г. от Карло Гонзага, втори маркиз, и приключил със Сиджизмондо IV през 1779 г.
- Клон, основан от Джордано Гонзага през 1607 г. и все още съществуващ и днес.

Те получават феода Фонтането По от основния клон Гонзага от Мантуа, който е продаден от Пиро Мария Гонзага на Савойската династия в началото на 18 век.
Към това семейство принадлежат двама високо наградени генерали от Кралската армия на Италия: Маурицио Феранте Гонзага (* 1861, † 1938) и Феранте Винченцо Гонзага (* 1889, † 1943).

## Господари на Весковато

### Клон Новелара и Баньоло
От 1441 до 1519 г. феодът Весковато се държи от клона Гонзага ди Новелара е Баньоло, но през 1519 г. Джовани Гонзага купува земите от Гуидо II Гонзага ди Баньоло, който надживява братята си, с титлата „Господар на Весковато“, ставайки родоначалник на клона.
| управление  | име                                                                                    | раждане и смърт                        |
| 1399 - 1441 | Джакомо ди Новелара                                                                    | † 1441                                 |
| 1441 - 1484 | Франческо I ди Новелара и Джорджо ди Баньоло                                           | † 1484                                 |
| 1484 - 1487 | Джорджо ди Баньоло                                                                     | † 1487                                 |
| 1487 - 1519 | Кристофоро ди Баньоло, Джакомо ди Баньоло, Маркантонио ди Баньоло, Гуидо II ди Баньоло | † 16 век; † 16 век; † 1509; † ок. 1519 |

### Клон на Джовани Гонзага
| управление | изображение | име            | раждане и смърт |
| 1519-1525  |             | Джовани        | * 1474, † 1523  |
| 1525-1527  |             | Алесандро      | *1494, † 1525   |
| 1527-1530  |             | Сиджизмондо I  | *1499, † 1530   |
| 1530-1559  |             | Сиджизмондо II | *1530, † 1567   |

## Маркизи, имперски князе, съгосподари на Весковато

### Първороден клон на Карло I
Княжеството е достойнство, а не титла на суверенитет. Маркизите си остават маркизи на Весковато, но се наричат „князе на Весковато“. Най-старата линия, произлизаща от маркиз Карло I, държи господството над Весковато заедно с кадетската линия до нейното изчезване със Сиджизмондо IV през 1779 г.
| управление         | изображение | име               | раждане и смърт |
| 1567-1614          |             | Карло I           | *1551 †1614     |
| 1614-1635          |             | Франческо Джовани | *1593 † 1636    |
| 1635-1695          |             | Карло II          | *1618 †1695     |
| 1695-1735          |             | Франческо Гаетано | *1675 †1735     |
| 1735-1779          |             | Сиджизмондо IV    | *1702 †1779     |
| 1779-1783          |             | Франческо Николо  | *1731 †1783     |
| 1783-1797 (—>1832) |             | Франческо Луиджи  | *1763 †1832     |
| 1832-1834          |             | Франческо Карло   | *1766 † 1834    |
| 1834-1870          |             | Акиле             | *1822 † 1870    |
| 1870-1916          |             | Феранте           | *1846 † 1916    |
| 1916-1938          |             | Маурицио Феранте  | *1861 † 1938    |
| 1938-1943          |             | Феранте Винченцо  | *1889 † 1943    |
| 1943-1946          |             | Маурицио Феранте  | *1938           |

### Маркизи, имперски князе, съгосподари на Весковато
Кадетският клон, произлизащ от княз Джордано, по-малък брат на маркиз Карло I, има титлата „Съвладетел на Весковато“ заедно с най-възрастната линия, ставайки единствен носител на титлата през 1779 г., след смъртта на на последния първороден представител Сиджизмондо IV.
| управление | изображение | име               | раждане и смърт |
| 1593-1607  |             | Гуидо Сфорца      | *1552 † 1607    |
| 1607-1614  |             | Джордано          | *1553 † 1614    |
|            |             | Пиро Мария        | *1590 † 1628    |
|            |             | Николо            | *1608 † 1665    |
|            |             | Джан Джордано     | * 1640 † 1677   |
|            |             | Карло Джузепе     | *1664 † 1703    |
|            |             | Франческо Феранте | *1697 † 1749    |

### Други
- (EN) Генеалогия на Гондзага ди Весковато, на genealogy.euweb.cz. Посетено на 19 септември 2023 г.
- I Gonzaga di Vescovato, questi sconosciuti. (PDF), архивирано от оригинала, на societapalazzoducalemantova.it
- Дворци на Гондзага ди Весковато, на lombardiabeniculturali.it. Посетено на 19 септември 2023 г.
- Nelle terre dei Gonzaga, на it.wikivoyage.org. Посетено на 19 септември 2023 г.